# La vita del cosmo
La vita del cosmo è un saggio pubblicato nel 1997 dal fisico teorico statunitense Lee Smolin. Il libro espone a livello divulgativo una teoria originale dell'autore chiamata selezione naturale cosmologica, apparsa per la prima volta in un articolo

del 1992.

## Contenuto
Il libro inizia con una panoramica sugli ultimi sviluppi della fisica fino alle frontiere dei problemi ancora aperti. Uno di questi è l'impossibilità da parte della teoria di spiegare i valori dei parametri delle leggi fisiche. Infatti se i valori delle costanti fisiche variassero anche di poco, l'universo sarebbe molto diverso dal nostro, per esempio non potrebbero esistere i nuclei atomici o le stelle e quindi neanche la vita. Nello spazio dei valori possibili dei parametri fisici, esiste solo una regione molto piccola all'interno della quale i valori dei parametri danno origine a un universo simile al nostro. Per superare questo problema detto della regolazione fine, si utilizza il principio antropico. Smolin invece ritiene che questo principio, non essendo falsificabile, non possa essere considerato un argomento scientifico, mentre la sua teoria fornisce una risposta a questo problema ed è soggetta a verifiche sperimentali.
La prima ipotesi di Smolin è che il Big Bang e i buchi neri, essendo entrambi singolarità gravitazionali, cioè punti in cui la teoria della relatività cessa di valere perché la densità assume un valore infinito, potrebbero avere una relazione tra loro: dalla contrazione di un buco nero si potrebbe generare con un fenomeno di rimbalzo dovuto a effetti di gravità quantistica un altro universo in una nuova regione dello spazio tempo. Un universo può quindi generare tanti universi figli quanti buchi neri possiede.
La seconda ipotesi di Smolin è che l'universo figlio differisca da quello padre solo per piccole variazioni dei parametri delle leggi fisiche, così come avviene per gli organismi viventi con le casuali mutazioni genetiche. A questo punto sull'insieme degli universi generati si può pensare in termini evolutivi. Gli universi favoriti saranno quelli che si riproducono di più, cioè quelli in cui i parametri massimizzano il numero di buchi neri. Quindi gli universi tipici sono quelli in cui è possibile l'esistenza delle stelle e in particolare di stelle molto grandi che sono all'origine dei buchi neri, come avviene nel nostro universo.
Nel libro vengono anche discusse le conseguenze filosofiche di questa teoria che porta a un modo nuovo di concepire la realtà rispetto a quello per cui esistono leggi immutabili che descrivono la realtà dall'esterno. Secondo questa teoria infatti, tutto ciò che esiste è soggetto a un processo di evoluzione.

## Edizioni
- Lee Smolin, La vita del cosmo, traduzione di Pier Daniele Napolitani, Giulio Einaudi, 1998,  p. 448, ISBN 978-88-06-14901-7.